# Калінінська сільська рада (Липоводолинський район)
Калі́нінська сільська́ ра́да — колишній орган місцевого самоврядування в Липоводолинському районі Сумської області. Адміністративний центр — селище Суха Грунь.

## Загальні відомості
- Населення ради: 990 осіб (станом на 2001 рік)

## Населені пункти
Сільській раді були підпорядковані населені пункти:
- с-ще Суха Грунь
- с. Веселе
- с. Галаївець
- с. Легуші
- с. Чирвине

## Історія
13 травня 2015 року Верховна Рада України перейменувати село Галаєвець Калінінської сільської ради Липоводолинського району Сумської області на село Галаївець.

## Склад ради
Рада складалася з 14 депутатів та голови.
- Голова ради: Нестеренко Віктор Михайлович
- Секретар ради: Єрьоменко Ніна Андріївна

### Керівний склад попередніх скликань
| Прізвище, ім'я, по батькові  | Основні відомості                                                 | Дата обрання | Дата звільнення |
| ---------------------------- | ----------------------------------------------------------------- | ------------ | --------------- |
| Карпець Володимир Дмитрович  | Сільський голова, 1948 року народження                            | 26.03.2006   | 31.10.2010      |
| Нестеренко Віктор Михайлович | Сільський голова, 1964 року народження, освіта середня спеціальна | 31.10.2010   |                 |

Примітка: таблиця складена за даними сайту Верховної Ради України

### Депутати
За результатами місцевих виборів 2010 року депутатами ради стали:

#### За суб'єктами висування
| Суб'єкт висування                                       | Кількість обраних депутатів | %    |
| ------------------------------------------------------- | --------------------------- | ---- |
| Партія регіонів                                         | 4                           | 28,6 |
| Самовисування                                           | 4                           | 28,6 |
| Комуністична партія України                             | 3                           | 21,4 |
| Політична партія Всеукраїнське об'єднання «Батьківщина» | 3                           | 21,4 |

#### За округами
| № округу                                                | Прізвище, ім'я, по батькові     | Дата визнання обраним | Освіта             | Партійна приналежність                        | Відомості про обраного депутата                              |
| ------------------------------------------------------- | ------------------------------- | --------------------- | ------------------ | --------------------------------------------- | ------------------------------------------------------------ |
| Комуністична партія України                             |                                 |                       |                    |                                               |                                                              |
| 3                                                       | Парня Зоя Іванівна              | 03.11.2010            | середня спеціальна | позапартійна                                  | ТОВ «Мрія», пекар                                            |
| 4                                                       | Романко Надія Федорівна         | 03.11.2010            | середня спеціальна | позапартійна                                  | тимчасово не працює                                          |
| 11                                                      | Мудрова Оксана Миколаївна       | 03.11.2010            | середня            | позапартійна                                  | тимчасово не працює                                          |
| Партія регіонів                                         |                                 |                       |                    |                                               |                                                              |
| 7                                                       | Лада Наталія Володимирівна      | 03.11.2010            | середня            | позапартійна                                  | приватний підприємець                                        |
| 9                                                       | Близнюк Світлана Вікторівна     | 03.11.2010            | вища               | позапартійна                                  | Калінінська загальноосвітня школа, вчитель початкових класів |
| 13                                                      | Педич Марина Василівна          | 03.11.2010            | незакінчена вища   | позапартійна                                  | ТОВ «СК Агро», обліковець                                    |
| 14                                                      | Потака Любов Олексіївна         | 03.11.2010            | вища               | позапартійна                                  | Дитячий садок «Ромашка», вихователь                          |
| Політична партія Всеукраїнське об'єднання «Батьківщина» |                                 |                       |                    |                                               |                                                              |
| 1                                                       | Кіш Володимир Андрійович        | 03.11.2010            | середня спеціальна | член Всеукраїнського об'єднання «Батьківщина» | ТОВ «СК Агро», тракторист                                    |
| 2                                                       | Харитонова Світлана Михайлівна  | 03.11.2010            | середня спеціальна | член Всеукраїнського об'єднання «Батьківщина» | ТОВ «СК Агро», старший обліковець                            |
| 10                                                      | Щербак Ганна Вікторівна         | 03.11.2010            | незакінчена вища   | позапартійна                                  | пенсіонер                                                    |
| Самовисування                                           |                                 |                       |                    |                                               |                                                              |
| 5                                                       | Степаненко Валентина Степанівна | 02.01.2011            | середня спеціальна | позапартійна                                  | Дитячий садок, кухар                                         |
| 6                                                       | Гребельна Алла Григорівна       | 03.11.2010            | вища               | позапартійна                                  | Калінінська загальноосвітня школа, вчитель початкових класів |
| 8                                                       | Єрьоменко Ніна Андріївна        | 03.11.2010            | вища               | член Політичної партії «Наша Україна»         | Калінінська сільська рада, секретар                          |
| 12                                                      | Демиденко Любов Миколаївна      | 02.01.2011            | вища               | член Всеукраїнського об'єднання «Батьківщина» | пенсіонер                                                    |

## Освіта
Калінінська загальноосвітня школа І-ІІ ступенів Липоводолинської районної ради

Співпраця з Путивльською загалноосвітньою школою інтернат І-ІІ ступенів, заступником директора з навчальної роботи якої працює випускник Карпець С. О.